# Сушко, Дмитрий Анатольевич
Дми́трий Анато́льевич Сушко́ (13 июля 1965, Кривой Рог, Днепропетровская область — 30 июля 1985, Бараки Барак, Логар) — советский воин-интернационалист, старший сержант Советской армии Вооружённых сил СССР, командир отделения 668-го отдельного отряда специального назначения Главного разведывательного управления Генерального штаба ВС СССР, участник Афганской войны (1979—1989).

## Биография
Родился 13 июля 1965 года в городе Кривой Рог в рабочей семье. Отец — Анатолий Иванович Сушко, мать — Алла Александровна Сушко.
В 1982 году окончил среднюю школу № 22 в Кривом Роге. Поступил в Криворожский горнорудный институт на горный факультет на специальность «Технология и комплексная механизация подземной разработки рудных месторождений».
17 ноября 1983 года был призван на военную службу в рядах Советской армии Вооружённых сил СССР Центрально-Городским районным военным комиссариатом (РВК) города Кривой Рог. Служил в составе 9-й отдельной бригады специального назначения ГРУ ГШ ВС СССР в Кировограде. Окончил с отличием учебное подразделение, где ему было присвоено воинское звание старшего сержанта. С сентября 1984 года принимал участие в составе ОКСВА в боевых действиях в Демократической Республике Афганистан. Вначале служил в Баграме, потом — в населённом пункте Бараки Барак Суфла района провинции Логар. Участвовал в 52 боевых операциях. Проявил себя волевым, храбрым воином, мастерски владеющим боевым оружием. Умело и уверенно командуя отделением, обеспечивал успешное выполнение боевых задач. Был секретарём комсомольской организации роты.
30 июля 1985 года погиб в бою с превосходящим по численности противником в провинции Логар Демократической Республике Афганистан во время засады на караван. Во время боя, защищая товарищей менявших позицию, Дмитрий с товарищами вызвали огонь на себя. Старший сержант Сушко и находившийся рядом с ним пулемётчик погибли от разрыва гранаты РПГ-7.
Похоронен на Центральном кладбище в Кривом Роге, в секторе захоронения воинов-интернационалистов. Шефство над захоронением осуществляет криворожская средняя школа № 22.

## Награды
- Орден Красной Звезды (посмертно);
- Медаль «За отвагу».

## Память
- Дмитрий Сушко стал прообразом памятника воинам-интернационалистам в Кривом Роге;
- Имя на памятнике воинам-интернационалистам Днепропетровщины;
- Памятная плита на фасаде школы № 22 (Кривой Рог)[4][5].
- В музее Криворожского национального университета в Кривом Роге хранятся вещи Дмитрия Сушко и его гипсовый монумент авторства скульптора Анатолия Ярошенко[6].